# Marca de Baden
Marca de Baden a fost un stat al Sfântului Imperiu Roman, aflat în regiunea de sud-vest a acestuia, fiind predecesorul Electoratului de Baden, care mai târziu va fi unit cu Electoratul de Württemberg pentru a forma statul federal german Baden-Württemberg.